# The Village Voice
The Village Voice va ser un setmanari de cultura i actualitat estatunidenc, conegut per ser pioner en el nou periodisme alternatiu. Fundat el 1955 per Dan Wolf, Ed Fancher, John Wilcock i Norman Mailer, la seva publicació s'inicià com a plataforma per a la comunitat creativa de la ciutat de Nova York. Va deixar de publicar-se el 2017, tot i que manté els seus continguts en línia.
Al llarg dels seus 63 anys d'història, la publicació va rebre tres premis Pulitzer, el Premi de la National Press Foundation i el premi George Polk. El Village Voice va acollir una gran quantitat d'escriptors i artistes, incloent l'escriptor Ezra Pound, la dibuixant Lynda Barry i els crítics d'art Robert Christgau, Andrew Sarris i J. Hoberman. El 2013, la direcció de la revista va plegar en negar-se a acceptar el pla de reestructuració de la plantilla de periodistes que havia proposat la propietat. L'octubre de 2015, The Village Voice va canviar de propietaris, perdent qualsevol vincle amb Voice Media Group (VMG). El 22 d'agost de 2017 es va anunciar que deixaria de publicar-se la versió impressa, per a convertir-se en un mità digital. Deixa de publicar-se definitivament el 31 d'agost de 2018, després es va tornar a llançar el gener de 2021.